# Nelson-neusbeer
De Nelson-neusbeer (Nasua narica nelsoni) is een roofdier uit de familie kleine beren (Procyonidae) 

## Verspreiding
Deze ondersoort komt voor in de bossen van het eiland Cozumel voor de kust van Mexico. 

## Bedreiging
Hij wordt bedreigd door verlies van habitat, invasieve soorten, hybridisatie met andere soorten en door de jacht.